# Абрамович Роман Аркадійович
Рома́н Арка́дійович Абрамо́вич (нар. 24 жовтня 1966, Саратов, РСФСР) — російський мільярдер, бізнесмен та політичний діяч, колишній губернатор Чукотського автономного округу. Колишній власник англійського футбольного клубу «Челсі», власник інвестиційної компанії Millhouse LLC. З 28 травня 2018 року є громадянином Ізраїлю.
З 12 жовтня 2008 депутат Чукотської думи в РФ. З 22 жовтня 2008 року — голова думи Чукотського автономного округу.
Абрамович входить в десятку найбагатших людей Росії та є 53-ю найбагатшою людиною у світі за даними списку Forbes, з 2011 статок оцінюється в $13,4 млрд. 2007 року журнал Forbes оцінив статки Абрамовича у $23.5 млрд.
До фінансової кризи, він вважався другою найбагатшою людиною, що живе на території Сполученого Королівства. На травень 2018-го офіційні статки оцінюються у 10,8 млрд $.

## Життєпис
Народився 24 жовтня 1966 року в Саратові в єврейській сім'ї. Батьки Романа жили в Сиктивкарі (Комі АРСР). Батько — Аркадій Нахімович Абрамович (Арон) (1937) працював постачальником у Сиктивкарському раднаргоспі, загинув у результаті аварії на будівництві, коли Роману було 4 роки. Мати — Ірина Василівна (уроджена Михайленко, 1938) померла від нелегального аборту в жовтні 1967-го, коли Роману виповнилося 1,5 року. В ранньому віці став сиротою, жив і виховувався родичами по батьківській лінії у Сиктивкарі та Ухті. З 1974 року — у Москві.
До війни батьки батька Абрамовича — Нахімов (Нахман) Лейбович (1887-6 червня 1942, табір Решоти, Красноярський край) і Тойбе Степанівна (1890) — жили в Литві, в місті Таураге.
У червні 1941 сім'я Абрамовичів разом з дітьми була вислана до Сибіру. Опинившись в різних вагонах, втратили один одного. Тойбе змогла виростити трьох синів — його батька Аркадія і його двох дядьків. 2006 року муніципалітет міста Таураге запросив Романа на святкування 500 річчя міста. Бабуся за материнською лінією Фаїна Борисівна Грутман (1906—1991) евакуювалася до Саратова з трирічною дочкою Іриною з України в перші дні Другої світової війни.
1970 — Абрамович і його бабуся переїхали до Ухти, щоб жити з братом свого батька, Лейби Нахімовича.
Взятий на виховання в сім'ю, Роман провів значну частину своєї юності в місті Ухті, де дядько працював начальником управління робітничого постачання «Печорлісу» при «КомілесУРСе». 1973 року Абрамович пішов у перший клас школи Ухта школи № 2. Навчався Роман з 1 по 2 клас в школі № 2, що знаходиться по вул. Миру.
1974 — Абрамович і його бабуся переїхала до свого другого дядька в Москві. Абрамович навчався в школі № 232. Після закінчення школи він переїхав до його родичів у Комі.
1983 році закінчив московську середню школу № 232. Строкову військову службу в 1984—1986 році проходив в автовзводі артилерійського полку (Киржач Володимирської області). У грудні 2009 року Тетяна Юмашева (радник свого батька президента РФ Бориса Єльцина в роки 1996—1999) стверджувала, посилаючись на розповідь їй самого Абрамовича, що рядовий автовзводу артилерійського полку у військовій частині № 11785 Роман Абрамович поділив ліс, який їм треба було вирубувати (як завдання перед звільненням у запас) на рівні квадрати, які продав селянам сусіднього села під вирубку дров; виручені гроші («грошей було багато») поділив з товаришами по службі.

### Початок підприємницької діяльності
Роман почав свій бізнес під час служби в Радянській армії, де він продавав крадений бензин. У розпал перебудови, Абрамович продавав імпортовані гумові качки в своїй московській квартирі. Потім — посередницькі та торговельні операції, переключився на нафтотрейдерську діяльність. Пізніше зблизився з Борисом Березовським і родиною російського президента Єльцина. Вважають, що саме завдяки цим зв'язкам Абрамовичу пізніше вдалося отримати у власність нафтову компанію «Сибнафта».
Першою дружиною стала Лисова Ольга Юріївна у 1983 або 1984) з Астрахані. Шлюб тривав недовго, вони розлучилися 1991-го, але весільний подарунок у 2000 рублів (близько 1000 фунтів або 2000 доларів США на той час) дозволив йому розширити свій запас, і незабаром він продавав дезодоранти і духи. Ольга, користуючись зв'язками батьків-бізнесменів, допомогла Роману почати перший бізнес — виробництво дитячих іграшок. Весільний подарунок Абрамович інвестував в незаконне ввезення на чорний ринок товарів або контрабанди щоб продати в Москві, в грудні 1987 року. Бізнес розвивався, згодом він почав виробляти пластмасові іграшки. 1988 року під час перебудови Абрамович отримав можливість узаконити свій бізнес. Він і Ольга створили компанію з виробництва ляльок.
Працював спочатку вуличним торговцем і потім слюсарем на місцевому заводі (1987 р. механіком будівельного управління № 122 тресту «Мосспецмонтаж»).
З січня 1989 по травень 1991 року — голова кооперативу «Уют» (виробництво іграшок з полімерів).
1991 року Абрамович познайомився з другою дружиною, Іриною В'ячеславівною Абрамович (Маландіна) (1967), стюардесою на той момент. На початку їхнього шлюбу, пара жила у матері Ірини у квартирі, а до моменту їхнього розлучення 2006 року, у них було кілька мільйонів доларів і будинків у різних країнах.
З 1991 по 1993 рік Абрамович був директором московського малого підприємства «АВК», що займалося комерційною і посередницькою діяльністю, у тому числі перепродажем нафтопродуктів. З червня 1993 року по грудень 1995 року працював на посаді директора АОЗТ «Петролтранс».
З 1993 року Абрамович зайнявся продажем нафти компанії «Ноябрьскнефтегаз» (Ноябрьськ). Його ЗАТ «Меконг» як спецекспортер займало друге місце за обсягом продажів продукції цієї компанії після «Балкар трейдинг». За деякими даними, цим Абрамович був зобов'язаний знайомству з Андрієм Городилово (колишній глава Адміністрації Ноябрьська), сином глави «Ноябрьскнафтогаз» і згодом першого президента «Сибнафти» Віктора Городилова.
До 1995 року Абрамович відкрив п'ять компаній, що спеціалізуються на всьому: від нафти до свиноферм. 1993 року під час зустрічі російських підприємців у країнах Карибського басейну, Абрамович зустрів Бориса Березовського, який швидко став його провідником у світ міжнародної нафти. Там вони опинилися на запрошення керівників «Альфа-банку» Петра Авена та Михайла Фрідмана. Березовського запросив Авен (вони були знайомі по роботі в «ЛогоВаз»), а Абрамовича — Фрідман.
На паях з Березовським Абрамович створив офшорну фірму «Runicom Ltd», зареєстровану в Гібралтарі, і п'ять її дочірніх компаній у Західній Європі. У 1993—1996 роках Роман очолював московське представництво компанії «Runicom SA», зареєстрованої в Швейцарії.
Активно співпрацюючи в бізнесі з Березовським і Олександром Смоленським, в 1995—1996 рр.. Абрамович засновує ще цілий ряд фірм.
У 1995 році Абрамович став одним з засновників компанії «Сибнафта». У серпні 1995 року «Сибнафта» була створена указом президента Бориса Єльцина.

### Сибнафта
Саме на початку 1995 року 28-річний Абрамович разом з Березовським приступають до здійснення спільного проекту щодо створення єдиної вертикально-інтегрованої нафтової компанії на базі «Ноябрьскнафтогаз» і Омського НПЗ, що входили на той час до складу «Роснафти». Віктор Городілов підтримував цю ідею, тоді як Іван Ліцкевич, генеральний директор Омського НПЗ, наполягав на створенні ПФГ.
19 серпня 1995, купаючись в Іртиші, гине Іван Ліцкевич. Вже через п'ять днів, 24 серпня, указом Єльцина засновується «Сибірська нафтова компанія» або «Сибнафта». У вересні 1995 року заарештований і два роки проводить в ув'язненні Петро Янчев, керівник компанії «Балкар-Трейдинг» яка могла скласти конкуренцію при приватизації «Сибнафти».
До ради директорів «Сибнафта» входять Віктор Городілов (президент компанії), в.о. гендиректора Омського НПЗ Костянтин Потапов і губернатор Омської області Леонід Полежаєв, син якого, Олексій, працював у Абрамовича в московській філії фірми «Runicom SA».
1995—1997 — Абрамович і Березовський використовують створені ними раніше компанії для придбання акцій «Сибнафти» безпосередньо або через дочірні структури на заставних та інвестиційних конкурсах. Умови проведення конкурсів сприяли тому, що до участі в них допускалися лише афілійовані між собою учасники, які купували акції практично за стартовою ціною за відсутності будь-якої конкуренції.
Так у грудні 1995 року 51 % акцій «Сибнафти» (2,3 млн штук) були передані в заставу ЗАТ «Нафтова фінансова компанія» під кредит уряду в розмірі $ 100,3 млн ($ 100 при стартовій ціні млн), а в квітні 1997 року ТОВ «Фінансова нафтова корпорація» викупила їх за млн $ 110.
20 вересня 1996 інвестиційний конкурс з продажу 19 % акцій «Сибнафти» виграло ЗАТ «Фірма „Сінс“», заплативши 82,4 млрд рублів за пакет і зобов'язавшись інвестувати в компанію 45 млн доларів. Гарантом виступив банк «СБС-Агро» (власник — Олександр Смоленський). ЗАТ «Сінсі» було засновано з рівними частками ЗАТ «Бранко» (засновано Романом Абрамовичем) і ЗАТ «П. К.-Траст»(засновано з рівними частками Романом Абрамовичем і Борисом Березовським).
24 жовтня 1996 на другому конкурсі було продано ще акцій 15 %. Перемогло ЗАТ «Ріфайн-Ойл» заплативши 65 млрд рублів за пакет і з обов'язоком інвестувати в компанію доларів 35,5 млн. Гарантом знову виступив банк «СБС-Агро». ЗАТ «Ріфайн-Ойл» було засновано з рівними частками компаніями «Сервет» і «Ойл Імпекс» (обидві засновані Романом Абрамовичем).
Рахункова палата, яка проводила перевірку пізніше приватизації «Сибнафти» визнала її вкрай неефективною і недоцільною.
У червні 1996 року він увійшов до складу ради директорів основного добувного підрозділу «Сибнафти» ‑ АТ «Ноябрьскнафтогаз», а також став головою московського представництва «Сибнафти». У вересні 1996 року він був обраний акціонерами до ради директорів «Сибнафти».

### Бізнес, скандальна популярність і вихід на державний рівень
У січні — травні 1998 року відбулася перша невдала спроба створення об'єднаної компанії «Юксі» на базі злиття «Сибнафти» і «ЮКОСа».
За деякими відомостями, до цього ж часу відноситься початок розбіжності ділових і політичних інтересів Абрамовича і Березовського, що згодом закінчилося розривом відносин.
У листопаді 1998 в ЗМІ з'являється перша згадка про Абрамовича (при цьому довгий час були відсутні навіть його фотографії) — звільнений керівник Служби безпеки президента Олександр Коржаков назвав його скарбником найближчого оточення президента Єльцина (так званої «сім'ї»). Надбанням громадськості стала інформація про те, що Абрамович оплачує витрати дочки президента Тетяни Дьяченко і її майбутнього чоловіка Валентина Юмашева, займався фінансуванням передвиборчої кампанії Єльцина 1996 року, лобіює урядові призначення.
У 1999 році став депутатом Держдуми Росії по Чукотському одномандатному виборчому округу № 223. Саме на Чукотці були зареєстровані афілійовані з «Сибнафтою» фірми, через які здійснювався збут її нафти і нафтопродуктів. Він інвестував значну суму в розвиток Чукотки, займався підвищенням рівня життя там, хоча в основному проживав у Великій Британії на той час.)У період 2000—2006 років середня заробітна плата на Чукотці збільшилася приблизно з $ 165 США (€ 117 / £ 100) на місяць в 2000 році до$ 826 США (€ 588 / £ 500) на місяць в 2006 році.)
19 грудня 1999 року Абрамович був вибраний депутатом Держдуми третього скликання по Чукотському одномандатному виборчому округу, набравши понад 90 % голосів виборців. В Думі не входив ні в одну з фракцій і депутатських груп.
У 2000 році Абрамович разом з Олегом Дерипаскою створюють компанію «Російський алюміній»(РусАл), а також стають співвласниками «Іркутськенерго», Красноярської ГЕС і автомобілебудівного холдингу «РусПромАвто» (виробництво легкових і вантажних автомобілів, автобусів і будівельно-дорожньої техніки).
З лютого 2000 року — член комітету Держдуми РФ з проблем Півночі і Далекого Сходу.
У грудні 2000 залишив Думу у зв'язку з обранням на пост губернатора Чукотського автономного округу.
Наприкінці 2000 року Абрамович викуповує у Бориса Березовського пакет акцій ОРТ (42,5 %) і через півроку перепродує їх «Сбербанку». Навесні 2001 року акціонери «Сибнафти» скуповують блокуючий пакет акцій компанії «Аерофлот» (26 %).
У своїй офіційній біографії, він заявив, що закінчив Московську державну юридичну академію в 2001 році, але досі ширяться чутки, що він вибув.
У жовтні 2001 року стає офіційно відомо про створення акціонерами «Сибнафти» компанії «Millhouse Capital», зареєстрованої в Лондоні і що отримала в управління всі їхні активи. Головою ради директорів Millhouse стає президент «Сибнафти» Швідлер.
У грудні 2002 року «Сибнафта» спільно з ТНК набувають на аукціоні 74,95 % акцій російсько-білоруської компанії «Славнефть» (раніше «Сибнафта» викупила у Білорусі ще 10 % акцій) і згодом ділять між собою її активи.
У липні 2003 року він купив англійський футбольний клуб «Челсі» £140 мільйонів, виплатив його борги і укомплектував команду дорогими футболістами, що широко висвітлювалося в ЗМІ в Британії і в Росії, де його звинувачували в тому, що він вкладає російські гроші в іноземний спорт. У 2005 і 2006 Челсі став футбольним чемпіоном Англії вперше за 50 років.
2003 — відбулася ще одна спроба злиття «Сибнафти» і компанії «ЮКОС», яка зривається з ініціативи Абрамовича після арешту Ходорковського і пред'явлення ЮКОСу багатомільярдних податкових претензій.
Влітку 2005 року Березовський заявив, що Абрамович змусив його продати свої акції в Росії за нижчою ціною, погрожуючи, що держава захопить їх, якщо він відмовиться. У 2000—2003 роках Березовський продав 50 % «Сибнафти» Абрамовичу за 1,3 млрд доларів і 49 % ОРТ за $ 150—170 мільйонів. У 2003—2004 роках він продав 25 відсотків «Російського алюмінію» Абрамовичу за ціною близько $ 500 мільйонів.
У вересні 2005 року Абрамович продав державній компанії «Газпром» 72,7 % акцій «Сибнафти» за $13,1 млрд і кілька разів намагався піти з губернаторського посту, але кожного разу після зустрічі з Путіним був змушений відмовитися.
16 жовтня 2005 року Путін вніс кандидатуру Абрамовича на розгляд Думи Чукотки для надання йому повноважень губернатора. Депутати затвердили кандидатуру Абрамовича одноголосно.
20 грудня 2006 року Абрамович звернувся до Путіна з проханням про припинення його повноважень на посту губернатора, але відставка прийнята не була.
2006 — мав роман з 25-річною Дариною Жуковою, колишньою подругою тенісиста Марата Сафіна дочкою нафтового і банківського магната Олександра Жукова. 2007 року Абрамович розлучився, а Дарина народила від нього сина Аарона-Олександра. В результаті розлучення Ірина отримала право опіки над своїми п'ятьма дітьми, віком, в той час, від 9 місяців до 12 років. Вона також стала власницею чотирьох великих будинків у Британії та отримала «істотну» кількість капіталу чоловіка.
3 липня 2008 президент РФ Дмитро Медведєв достроково припинив повноваження губернатора Чукотського АТ з формулюванням: «за власним бажанням».
13 липня 2008 депутати Думи Чукотського автономного округу попросили Романа Абрамовича стати депутатом і очолити окружну Думу.
12 жовтня 2008 на додаткових виборах став депутатом Чукотської думи, набравши 96,99 % голосів.
22 жовтня 2008 обраний на пост голови думи Чукотського автономного округу. Кандидатуру Абрамовича депутати підтримали одноголосно.
Роман Абрамович був одним з ініціаторів запрошення голландського фахівця Гуса Хіддінка на посаду головного тренера збірної Росії з футболу. Зарплату Хіддінку, як і другому тренеру збірної Ігорю Корнєєву, а також всі витрати, пов'язані з їх перебуванням в Росії (проживання, транспорт тощо) оплачував фонд «Національна академія футболу» створений Абрамовичем 2004 року. Керівником цього фонду є Сергій Капков, який ще в 2001 році у віці 25 років став заступником губернатора Чукотки з питань спорту та молодіжної політики. Фонд також спонсорує дитячі юнацькі школи футболу.
Згідно з щорічним рейтингом журналу Forbes, опублікованим у березні 2008 року, статки Романа Абрамовича оцінюються в 23,5 мільярда доларів (друге місце в Росії). У світовому рейтингу він зайняв 15 місце.
У квітні 2018 року Британія відмовилася продовжити йому візу через відсутність пояснення походження його грошей. Його, як і деяких інших російських олігархах підозрюють у відмиванні грошей та інших небажаних діях. Тому він жив у Швейцарії і Монако до травня 2018 року, коли отримав громадянство Ізраїля.
За даними CNN, Абрамович 2024 року брав участь у переговорах щодо великого обміну полоненими, де також могли обміняти й російського політика Олексія Навального.

### Конфлікти
- У травні 1998 року Абрамович і Березовський мали перший конфлікт, причиною розбіжностей був інтерес Березовського до злиття з ЮКОСом. Березовський думав, що він отримає політичні вигоди від злиття, Абрамович мав інші плани. Він намагався придбати Сибнафту у Березовського.[12]
- Другим серйозним конфліктом закінчилася спроба Абрамовича замінити фігуру Березовського в Адміністрації Президента.[12]

### Звинувачення
- Існувало багато справ про порушення Абрамовича, хоча всі звинувачення мають мало доказів[7].
- 1992 — був заарештований за справою № 79067 за крадіжки державного майна, а саме поїзд, що містив 55 цистерн дизельного палива на суму 3,8 млрд рублів з нафтопереробного заводу Ухта, яке прибуло до Риги (мало прибути на військову базу у Калінінград). Він співпрацював зі слідством, і справу було закрито після того, заводу з переробки нафти було компенсовано дизпаливом покупця латвійсько-американською компанією «Chikora International»[12].[7]
- У травні 2001 року Генпрокуратура Росії порушує кілька кримінальних справ стосовно керівництва «Сибнафти» по запиту депутатів Держдуми на підставі акта Рахункової палати про порушення в ході приватизації «Сибнафти», однак уже в серпні 2001 року розслідування було припинено у зв'язку з відсутністю складу злочину.
- Березовський, колишній діловий партнер олігарха, звинуватив його у погрозах і домаганнях і фінансових втратах за його оцінками в 5 млрд фунтів[12].
- В ЗМІ пишуть, що Абрамович ухиляється від податків в Британії, попри те, що постійно проживає у Великій Британії.
- «Юрганафта» (рос. Юрганефть), велика російська нафтова компанія, в гучному процесі у Лондоні вимагає мільярди доларів компенсації від Абрамовича. «Юрганафта» звинувачує компанію Абрамовича «Millhouse LLC» в обмані їх з російськими активами при ліквідації «Сибнафти».[7]
- Починаючи з другої половини 2003 року, компанія «Сибнафта» піддавалася перевіркам Генпрокуратури щодо законності придбання у грудні 1995 року пакету акцій низки компаній — «Ноябрьскнефтегазгеофизики», «Ноябрьскнафтогаз» Омського НПЗ і «Омскнафтопродукта», а в березні 2004 року Міністерство з податків і зборів пред'явило «Сибнафті» податкові претензії за 2000—2001 роки в розмірі близько одного мільярда доларів. Пізніше стало відомо, що розміри податкової заборгованості були знижені податковими органами більш ніж втричі, а сама заборгованість вже повернута до бюджету.
- У січні 2005 року Європейський банк реконструкції і розвитку (ЄБРР) повідомив, що буде судитися з Абрамовичем за £ 9 млн фунтів (14,9 млн дол США / € 10600000) кредиту.[27] ЄБРР сказав, що йому належить $ 17,5 млн. США (€ 12450000 / 10600000 фунтів стерлінгів) в «Runicom», Швейцарія, яка контролюється Абрамовичем та Євгеном Швідлером. Представником Абрамовича зазначено, що кредити раніше були погашені.[28]

## Санкції
За кілька тижнів до повномасштабного вторгнення РФ в Україну переписав на свою колишню дружину мистецьку колекцію вартістю майже $1 млрд доларів, побоюючись наслідків західних санкцій.
10 березня 2022 року Британія ввела санкції проти російських олігархів Абрамовича, Сечіна та Дерипаски.
10 березня Канада внесла його і ще чотирьох росіян до свого санкційного списку.
14 березня уряд Австралії запровадив санкції проти 33 осіб. Серед них був Абрамович.
15 березня також потрапив під санкції Євросоюзу.
16 березня Швейцарія опублікувала санкційний список, який повністю відповідає санкціям ЄС, що включав Абрамовича.
З 5 квітня Абрамович перебуває під санкціями Нової Зеландії.
19 жовтня Зеленський запровадив персональні санкції проти 256 російських бізнесменів включно з Абрамовичем із приміткою, що обмеження проти нього запрацюють тільки після обміну всіх українських полонених і тіл загиблих під час російського вторгнення в Україну. У вересні 2022 року брав участь у обміні проросійського колаборанта Віктора Медведчука на українських захисників.
У грудні 2023 року Абрамович програв суд щодо скасування санкцій проти нього Європейським союзом.

## Громадянство
28 травня 2018 року отримав громадянство Ізраїлю, ставши найбагатшим громадянином країни. Ізраїльський паспорт дає право відвідувати Велику Британію на нетривалий період часу без візи, але не дозволяє там працювати. До цього Британія відмовила Абрамовичу у продовженні візи, коли Абрамович не зміг пояснити місцевій поліції походження своїх статків.

## Нагороди
- Орден Пошани (3 січня 2006) — за великий внесок у соціально-економічний розвиток автономного округу (Чукотського)[41]
- нагородна зброя — іменний 7,65 мм пістолет «Вальтер» (2000 рік)[42], від керівництва Федеральної служби податкової поліції[43]

## Сімейний стан
- Розлучений. Перша дружина ‑ Абрамович Ольга Юріївна (Ольга Юріївна Лисова). Одружені 1987 року[44], розлучені 1990. 
[17]
- Друга дружина ‑ Ірина Маландіна. Одружені 1991 року, розлучені у 2007 році.[44] Від другої дружини у Романа Абрамовича п'ятеро дітей: дочки Анна, Софія і Аріна, сини Аркадій та Ілля[15].
- 4 грудня 2009 року в Лос-Анджелесі Дарина народила першу дитину (шосту дитину Романа) на ім'я Аарон Олександр. 8 квітня 2013 року в Нью-Йорку Дарина народила свою другу дитину (сьому дитину Романа) на ім'я Лея.
- Син Аркадій, громадянин РФ та Литви
- Донька Анна, громадянка РФ та Литви[45]

## Транспорт

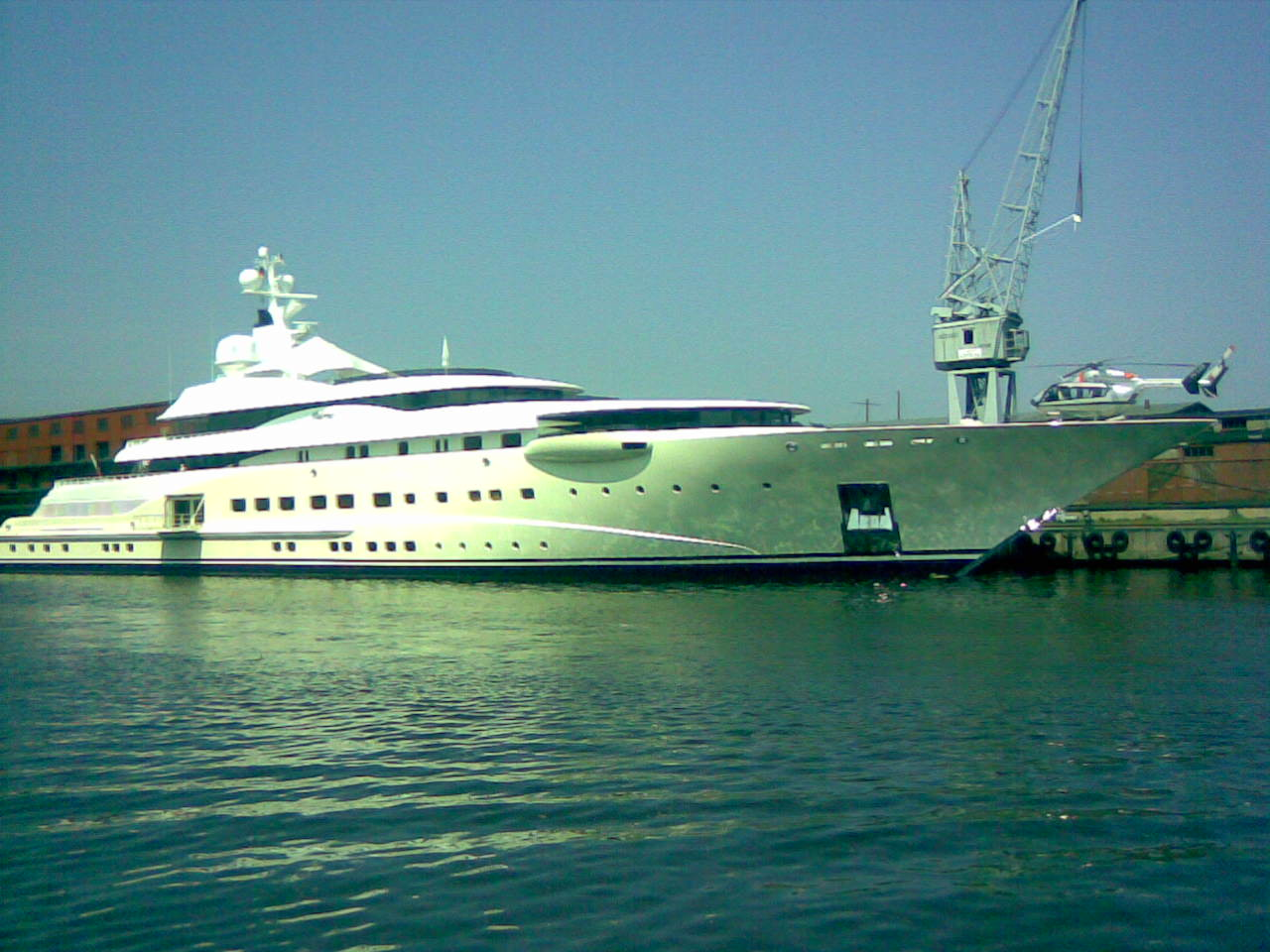
Яхта Pelorus після модернізації Blohm + Voss, 2004

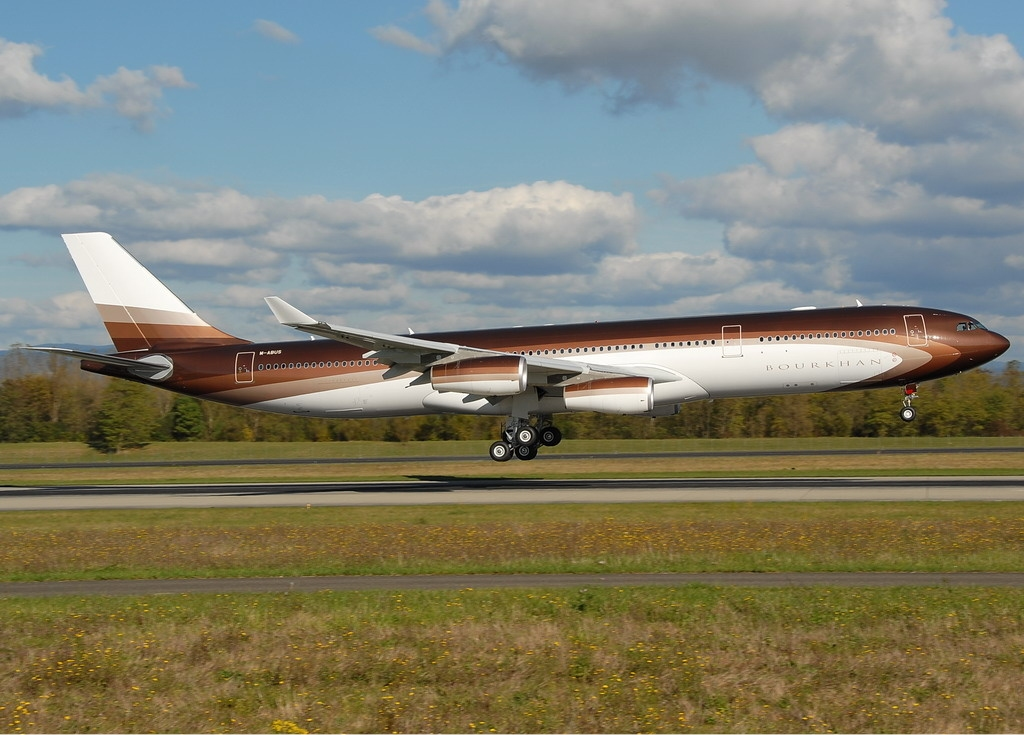
Новий Airbus A340-313X Романа Абрамовича, Євро-аеропорт, 2008

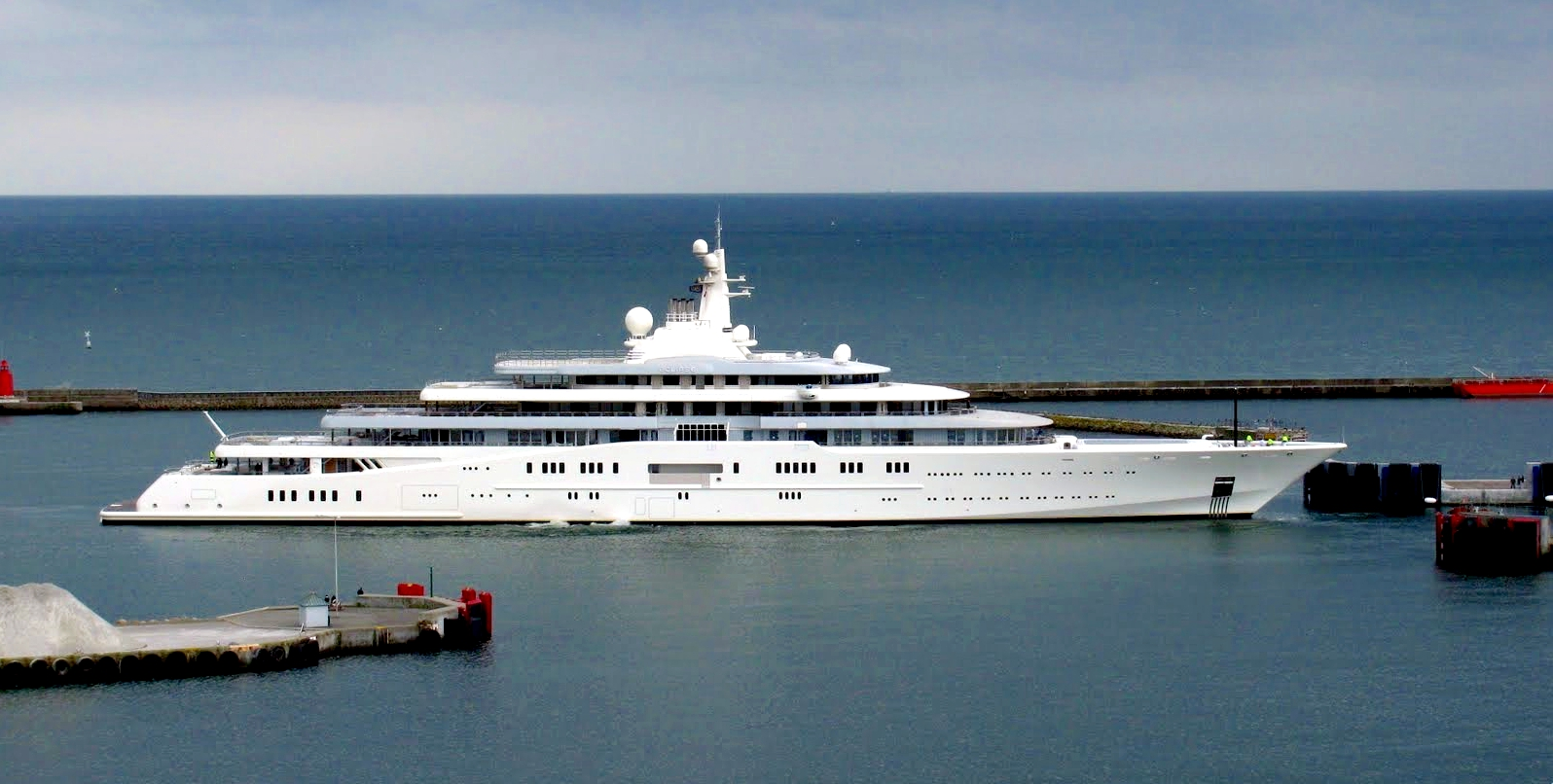
Eclipse

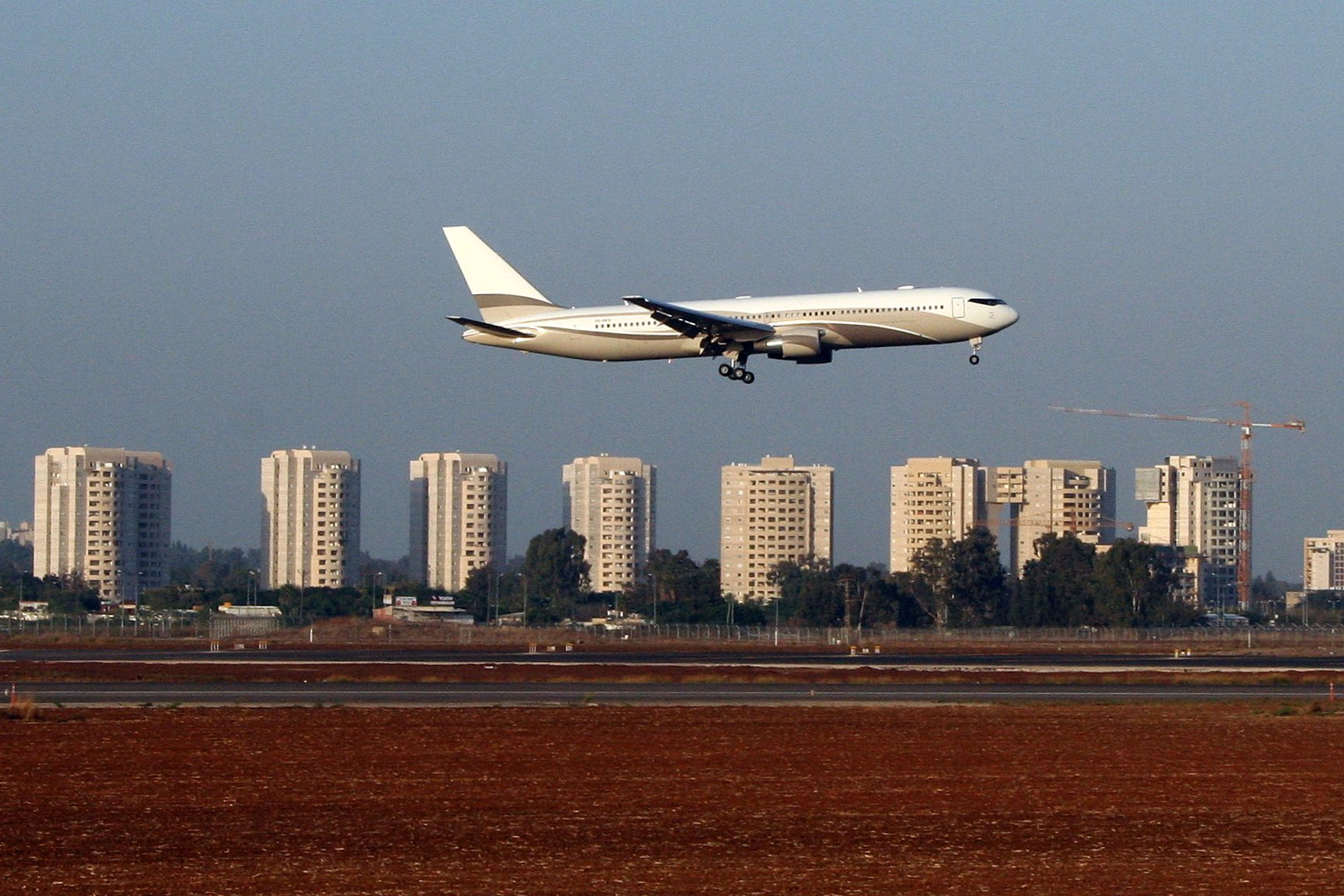
Літак Абрамовича Boeing 767, сідає в Аеропорту ім. Бен-Гуріона в Тель-Авіві, Ізраїль

Володіє п'ятьма яхтами люкс-класу. У західних ЗМІ їх називають Флотом Абрамовича (англ. Abramovich Navy). Йому належить приватний Боїнг 767-33A/ER (реєстрація P4-MES, зареєстрований в Арубі), відомий як «Бандит» через деталі фарбування кабіни. Спочатку літак був замовлений Гавайськими Авіалініями, але замовлення було відмінено, Абрамович купив цей Боїнг і переобладнав за власними вимогами. P4-MES часто залишається в складі Harrods авіації в Аеропорту Станстед, Велика Британія.
У вересні 2008 року Airbus завершили свій новий приватний літак для Абрамовича — A340-313X (Реєстрація M-ABUS).
Він також володіє трьома гелікоптерами Eurocopter.
У 2004 році Абрамович купив два броньовані лімузини Maybach 62 вартістю 1 млн фунтів стерлінгів. Абрамович володіє Ferrari FXX, вартістю 2,2 млн дол всього вироблено 30 таких автомобілів. Він також володіє Bugatti Veyron, Maserati MC12 Corsa, Ferrari 360 і модифікованим Porsche Carrera GT. Також володіє мотоциклом Ducati, обтічники якого пофарбовані в кольори російського прапора (триколор) з аерографією у вигляді золотого двоголового орла часів царської Росії.
Яхти: Yachts (одна з найбільших, найдорожчих у світі) «Ле Гран Бле», «Pelarus» (оснащений системою ракет і міні-субмариною) і «Проект 790».
У березні 2006 року партнери Абрамовича зареєстрували свою інвестиційну компанію «Millhouse Capital» в Росії. Фірма планує управляти інвестиціями в російській промисловості. У липні 2006 року Millhouse здійснив покупку 60 відсотків будинку видавничого дому.
13 червня 2007 стало відомо, що Millhouse Capital придбала золотий рудник на Чукотці, а потім в Магаданській області.
Абрамович володіє численними землями і будинками в Лондоні і в усьому світі, у 2007 році купив кілька вілл, розповсюджується інформація, що він розглядає питання про придбання курорту на півдні Чорногорії.

## Охорона
Згідно з відомостями, оприлюдненими The Sunday Times, особиста охорона Романа Абрамовича в 2007 досягла 40 професійних фахівців з безпеки: у Великій Британії знаходиться близько 20-и; аналогічне число супроводжує його в вояжах на його яхтах, зарубіжних подорожах і поїздках до Росії. Така «приватна армія» приблизно в 8 разів більша від розміру стандартного підрозділу особистої охорони і коштує приблизно 1,2 млн фунтів стерлінгів на рік.

## У кіноіндустрії
- У художньому фільмі британського режисера Гая Рітчі «Рок-н-рольщик» (Велика Британія, 2008), дія якого відбувається в сучасному Лондоні, Абрамович виведений під ім'ям російського олігарха, шанувальника футболу Омовіча (актор Карел Роден).
- У 2004 році в британські ЗМІ зацікавилися Абрамовичем. BBC зняв документальний фільм про російською олігарха. Видавець Харпер Коллінз (англ. Harper Collins Willow) випустив книгу «Абрамович. Мільярдер з нізвідки»[12].